# Fonds de soutien à l'investissement public local
 (février 2020).
Si vous disposez d'ouvrages ou d'articles de référence ou si vous connaissez des sites web de qualité traitant du thème abordé ici, merci de compléter l'article en donnant les références utiles à sa vérifiabilité et en les liant à la section « Notes et références ».
Le Fonds de soutien à l'investissement public local (FSIL), ou plus formellement la Dotation exceptionnelle de soutien aux opérations d’investissement du bloc communal (DSIL), est une enveloppe budgétaire de l'État français destinée aux communes et intercommunalités (EPCI), en section d'investissement. 
Créé en 2016, il représentait 1 milliard d'euros en 2016, et 1,2 milliard en 2017. 
Environ 20 % de cette enveloppe est destinée aux territoires ruraux, dans le cadre de la Dotation d’équipement des territoires ruraux (DETR). 
Il est versé dans le cadre d'appels à projets présentés par les collectivités (4 700 projets en 2016). 
Cette nouvelle enveloppe compense partiellement la baisse de la Dotation globale de fonctionnement, qui a perdu environ 10 milliards (de 40Md€ en 2014 à 27 Md€ en 2018). 
Il représente environ 5% des recettes d'investissement des collectivités (19 Md€ en 2017), hors épargne brute.